# Don Kitch

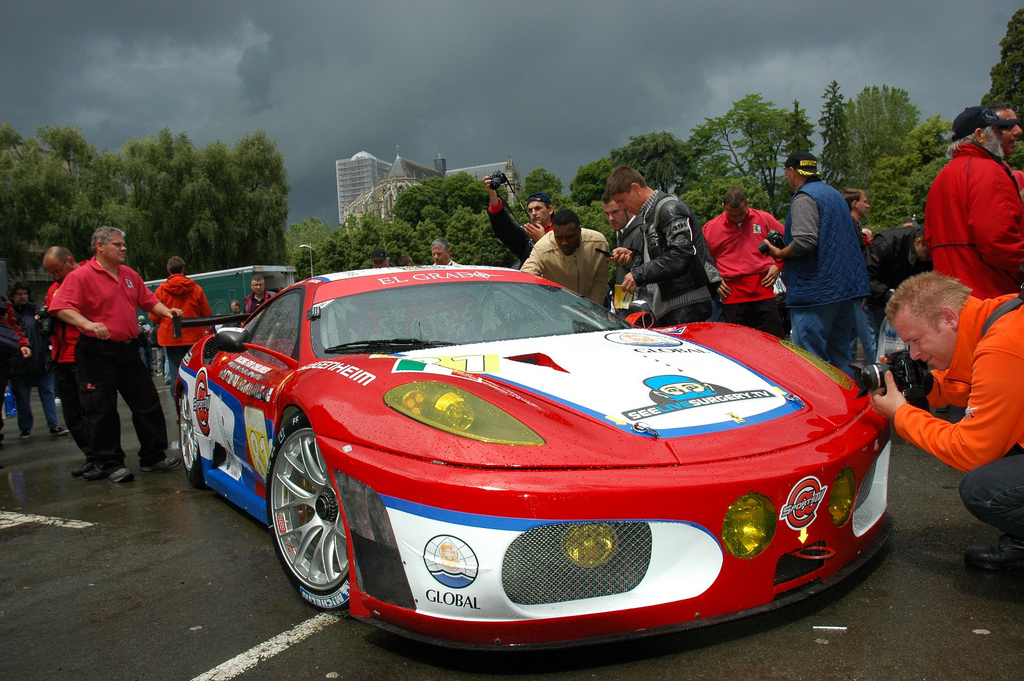
Der Ferrari F430 GTC von Patrick Dempsey, Joe Foster und Don Kitch beim 24-Stunden-Rennen von Le Mans 2009

Donald David „Don“ Kitch (* 16. Juli 1947 in Los Angeles) ist ein ehemaliger US-amerikanischer Autorennfahrer und Rennstallbesitzer.

## Karriere als Rennfahrer
Nach vielen Jahren als Amateurrennfahrer begann Don Kitch 1992 mit dem professionellen Motorsport. Erste Rennen fuhr er in dem Jahr in der IMSA-Supercar-Serie. 1995 gab er sein Debüt beim 24-Stunden-Rennen von Daytona, wo er bis 2012 insgesamt 18 Mal am Start war. Seine beste Platzierung bei diesem 24-Stunden-Rennen war der siebte Rang im Gesamtklassement 2003. Partner im von ihm selbst gemeldeten Lola B2K/40 waren Ross Bentley sowie Joe und Justin Pruskowski.
2009 kam er mit seinem Team und den Fahrern Patrick Dempsey und Joe Foster zum 24-Stunden-Rennen von Le Mans. Das Trio erreichte im Ferrari F430 GTC den 30. Gesamtrang und den neunten Rang in der GT2-Klasse.

## Team Seattle
1997 gründete Don Kitch mit dem Team Seattle ein eigenes Rennteam. Das Team ist ein Sonderfall im internationalen Motorsport. Die gesamten Einnahmen aus dem Rennbetrieb flossen und fließen in die Stiftung Heart of Racing, die das Seattle Children’s Hospital in Seattle finanziell unterstützt. Seit 1997 wurden 5 Millionen US-Dollar eingefahren und in die Stiftung eingebracht. Das Team ging mehrere Partnerschaften mit anderen Teams ein, um die Kosten für den Rennbetrieb niedrig zu halten. Zu den Partnern zählten Alex Job Racing, The Racer’s Group, AF Corse und Farnbacher Racing.

## Statistik

### Le-Mans-Ergebnisse
| Jahr | Team         | Fahrzeug         | Teamkollege     | Teamkollege | Platzierung | Ausfallgrund |
| ---- | ------------ | ---------------- | --------------- | ----------- | ----------- | ------------ |
| 2009 | Team Seattle | Ferrari F430 GTC | Patrick Dempsey | Joe Foster  | Rang 30     |              |

### Sebring-Ergebnisse
| Jahr | Team            | Fahrzeug                | Teamkollege    | Teamkollege  | Teamkollege | Teamkollege      | Platzierung | Ausfallgrund |
| ---- | --------------- | ----------------------- | -------------- | ------------ | ----------- | ---------------- | ----------- | ------------ |
| 1998 | Alex Job Racing | Porsche 911 Carrera RSR | Charles Slater | Angelo Cilli | Dale White  | Michael Petersen | Rang 18     |              |